# Орнитозухиды
Орнитозухиды (лат. Ornithosuchidae) — семейство вымерших архозавров из группы псевдозухий или круротарзов, ископаемые остатки которых найдены в слоях верхнетриасового отдела (датированных 237—208,5 млн лет назад) на территории Аргентины и Великобритании.

## История изучения
Первоначально учёные отнесли орнитозухид к текодонтам, потом — к псевдозухиям. В 60—70-х годах XX века у части систематиков сложилось мнение, что семейство является предковой группой крупных хищных динозавров — карнозавров. Исследования 80-х годов показали, что орнитозухиды состоят в более тесном родстве с крокодилами, нежели с динозаврами, и должны быть отнесены к псевдозухиям или круротарзам.

## Описание
Несмотря на морфологическое сходство с крокодилами, орнитозухиды, подобно динозаврам, могли передвигаться на двух задних конечностях. Такой бипедальный способ передвижения использовался ими во время быстрого бега. Однако медленно передвигаться орнитозухиды предпочитали на четырёх ногах (квадропедальный способ передвижения).
У представителей семейства имелось по 5 пальцев на каждой ноге, а вдоль спины тянулся двойной ряд защитных пластин.
Орнитозухиды были современниками первых динозавров. Они вымерли, не оставив потомков ни в одной из позднейших ветвей архозавров.

## Классификация
По данным сайта Paleobiology Database, на март 2019 года в семейство включают 3 вымерших монотипических рода:
- Род Ornithosuchus Newton, 1894typus
  - Ornithosuchus woodwardi Newton, 1894
- Род Riojasuchus Bonaparte, 1969
  - Riojasuchus tenuisceps Bonaparte, 1969
- Род Venaticosuchus Bonaparte, 1970
  - Venaticosuchus rusconii Bonaparte, 1970

Орнитозух является типовым родом семейства, чьи ископаемые остатки найдены в верхнетриасовых отложениях Шотландии.
Из Аргентины известны ещё два вида орнитозухид: Venaticosuchus rusconii из карния и Riojasuchus tenuisceps из нория. От орнитозуха отличались деталями строения черепа. Длина этих хищников достигала 2 метров.